# Isabelle Corey
Isabelle Corey (Metz, 29 de maio de 1939 - Crozon, 6 de fevereiro de 2011) foi uma atriz francesa.
Descoberta aos dezesseis anos por Jean-Pierre Melville para o filme Bob le flambeur, Isabelle Corey liderou uma curta, mas rica carreira de cinco anos no cinema. Ela apareceu em 17 filmes franceses e italianos entre 1956 e 1961.
Além de Melville, ela trabalhou com outros cineastas notáveis como Roger Vadim, Mario Camerini, Antonio Pietrangeli, Mauro Bolognini, Mario Bava e Roberto Rossellini e Vittorio de Sicca.